# Michel Bouchonnet
Michel Bouchonnet, né le 17 juillet 1940 à Reuilly (Indre) est un gymnaste artistique français.
Il est sacré champion de France du concours général de gymnastique artistique en 1964 et 1966.
Il participe aux épreuves de gymnastique aux Jeux olympiques d'été de 1964 à Tokyo, de 1968 à Mexico. Il participe également aux Championnats du monde de gymnastique artistique 1962, aux Jeux méditerranéens de 1963, aux Championnats d'Europe de gymnastique artistique 1965 et 1967 et aux Championnats du monde de gymnastique artistique 1966. Aux Jeux olympiques d'été de 1972 à Munich, il est l'entraîneur de l'équipe de France de gymnastique.
Il est de 1992 à 2013 vice-président de la Fédération française de gymnastique.